# 니사토촌 (이와테현)
니사토촌(新里村)은 2005년까지 이와테현 시모헤이군에 있었던 촌이다.

### 지리
니사토촌은 남북 약25km, 동서 약22km로, 이와테현의 동부에 위치하고 있으며, 마을 대부분은 산악 지대로 이루어져 있다.

### 역사
- 1955년 2월 1일 - 모이치촌과 가리야촌이 합병해, 니사토촌이 성립하였다.
- 2005년 6월 1일 - 다로정과 함께 미야코시와 합병해, 새로운 미야코시의 일부가 형성되었다.

## 자매도시
- 라트리니다드시（필리핀）

## 교통

### 철도
- 동일본 여객철도
  - 야마다선
  - 이와이즈미선